# Taurus Awards 2003
Die Taurus Awards 2003 waren die dritte Verleihung des Taurus Award, eine US-amerikanische Auszeichnung für Filmstunts, welche am 1. Juni 2003 auf einem Backlot der Paramount Pictures stattfanden. Die Ausstrahlung der Show erfolgte am 9. Juni 2003 bei USA Network.

## Verleihung
Mit dem Taurus Honorary Award wurden Harrison Ford sowie der Film-Produzent Gale Anne Hurd für ihre langjährige Beteiligung an der Produktion von Actionfilmen geehrt.
Einer der Höhepunkte des Abends war das Flugverfolgungsrennen zwischen einem Flugzeug und dem österreichischen Extremsportler Felix Baumgartner, der mit einem Wingpack bestehend aus einem Carbonflügel Geschwindigkeiten von über 240 Kilometer pro Stunde erreichte.
Auf der Bühne wurden Live-Stunts von Dennis Hopper, Michelle Rodriguez sowie Jennifer Garner durchgeführt. Dennis Hopper führte zugleich als Moderator durch die Show.

## Gewinner und Nominierte
Der Taurus Award wird jährlich in wechselnden Kategorien vergeben. Im Jahr 2003 erfolgt die Verleihung in folgenden Kategorien.
Zeitleiste der Kategorien des Taurus Award
Die Auszeichnungen wurden in neun Kategorien verliehen, in denen insgesamt 22 verschiedene Filme nominiert wurden. Dabei wurden die Filme James Bond 007 – Stirb an einem anderen Tag sowie xXx – Triple X mit jeweils sechs Nominierungen am häufigsten nominiert. Mit drei Auszeichnungen erhielt xXx – Triple X die meisten Taurus Awards. Erstmals wurden neben US-amerikanischen auch ausländische Filmproduktionen nominiert und ausgezeichnet.
Folgende Filme des Vorjahres wurden 2003 nominiert sowie mit dem Taurus Award ausgezeichnet.
| Kategorie (Englische Originalbezeichnung)                                 | Nominierte Filme (Gewinner fett markiert)                                              |
| ------------------------------------------------------------------------- | -------------------------------------------------------------------------------------- |
| Beste Kampfszene (Best Fight)                                             | Blade II                                                                               |
| Beste Kampfszene (Best Fight)                                             | James Bond 007 – Stirb an einem anderen Tag                                            |
| Beste Kampfszene (Best Fight)                                             | Gangs of New York                                                                      |
| Beste Kampfszene (Best Fight)                                             | Halbtot – Half Past Dead                                                               |
| Beste Kampfszene (Best Fight)                                             | Spider-Man                                                                             |
| Bester Feuerstunt (Best Fire)                                             | Red Dragon                                                                             |
| Bester Feuerstunt (Best Fire)                                             | Wir waren Helden                                                                       |
| Bester Feuerstunt (Best Fire)                                             | Wir waren Helden                                                                       |
| Bester Feuerstunt (Best Fire)                                             | Windtalkers                                                                            |
| Bester Feuerstunt (Best Fire)                                             | Windtalkers                                                                            |
| Bester Stunt in der Höhe (Best High Work)                                 | Ballistic                                                                              |
| Bester Stunt in der Höhe (Best High Work)                                 | Halbtot – Half Past Dead                                                               |
| Bester Stunt in der Höhe (Best High Work)                                 | I Spy                                                                                  |
| Bester Stunt in der Höhe (Best High Work)                                 | Minority Report                                                                        |
| Bester Stunt in der Höhe (Best High Work)                                 | Windtalkers                                                                            |
| Bester Fahrzeugstunt (Best Work With A Vehicle)                           | Die Bourne Identität                                                                   |
| Bester Fahrzeugstunt (Best Work With A Vehicle)                           | James Bond 007 – Stirb an einem anderen Tag                                            |
| Bester Fahrzeugstunt (Best Work With A Vehicle)                           | James Bond 007 – Stirb an einem anderen Tag                                            |
| Bester Fahrzeugstunt (Best Work With A Vehicle)                           | Showtime                                                                               |
| Bester Fahrzeugstunt (Best Work With A Vehicle)                           | xXx – Triple X                                                                         |
| Bester Spezialstunt (Best Specialty Stunt)                                | Blue Crush                                                                             |
| Bester Spezialstunt (Best Specialty Stunt)                                | James Bond 007 – Stirb an einem anderen Tag                                            |
| Bester Spezialstunt (Best Specialty Stunt)                                | Extreme Ops                                                                            |
| Bester Spezialstunt (Best Specialty Stunt)                                | xXx – Triple X                                                                         |
| Bester Spezialstunt (Best Specialty Stunt)                                | xXx – Triple X                                                                         |
| Bester Stunt eines Mannes (Best Overall Stunt By A Stunt Man)             | Ballistic                                                                              |
| Bester Stunt eines Mannes (Best Overall Stunt By A Stunt Man)             | Ballistic                                                                              |
| Bester Stunt eines Mannes (Best Overall Stunt By A Stunt Man)             | Blade II                                                                               |
| Bester Stunt eines Mannes (Best Overall Stunt By A Stunt Man)             | xXx – Triple X                                                                         |
| Bester Stunt eines Mannes (Best Overall Stunt By A Stunt Man)             | xXx – Triple X                                                                         |
| Bester Stunt einer Frau (Best Overall Stunt By A Stunt Woman)             | Ballistic                                                                              |
| Bester Stunt einer Frau (Best Overall Stunt By A Stunt Woman)             | Blue Crush                                                                             |
| Bester Stunt einer Frau (Best Overall Stunt By A Stunt Woman)             | James Bond 007 – Stirb an einem anderen Tag                                            |
| Bester Stunt einer Frau (Best Overall Stunt By A Stunt Woman)             | Mr. Deeds                                                                              |
| Bester Stunt einer Frau (Best Overall Stunt By A Stunt Woman)             | Hot Chick – Verrückte Hühner                                                           |
| Bester Stuntkoordinator (Best Stunt Coordinator And/Or 2nd Unit Director) | Blade II                                                                               |
| Bester Stuntkoordinator (Best Stunt Coordinator And/Or 2nd Unit Director) | James Bond 007 – Stirb an einem anderen Tag                                            |
| Bester Stuntkoordinator (Best Stunt Coordinator And/Or 2nd Unit Director) | Gangs of New York                                                                      |
| Bester Stuntkoordinator (Best Stunt Coordinator And/Or 2nd Unit Director) | Wir waren Helden                                                                       |
| Bester Stuntkoordinator (Best Stunt Coordinator And/Or 2nd Unit Director) | xXx – Triple X                                                                         |
| Bester Stunt in einem ausländischen Film (Best Action In A Foreign Film)  | Alarm für Cobra 11 – Die Autobahnpolizei (Staffel 12, Folge 1: Hetzjagd) (Deutschland) |
| Bester Stunt in einem ausländischen Film (Best Action In A Foreign Film)  | Hero (Hongkong)                                                                        |
| Bester Stunt in einem ausländischen Film (Best Action In A Foreign Film)  | Das Jesus Video (Deutschland)                                                          |
| Bester Stunt in einem ausländischen Film (Best Action In A Foreign Film)  | Wilde Engel (Deutschland)                                                              |